# Данн, Джордан
Джордан Данн (англ. Jourdan Dunn; родилась 3 августа 1990, Лондон) — британская модель.
Попала в поле зрения модельного агента во время прогулки по супермаркету Primark в 2006 году, в скором времени подписала контракт с агентством Storm Model Management в Лондоне.
В различное время принимала участие в показах: Alberta Ferretti, Alexander Wang, Anna Sui, Bottega Veneta, Burberry Prorsum, Carolina Herrera, Christian Dior, Derek Lam, Dolce & Gabbana, Emanuel Ungaro, Emilio Pucci, Etro, Giambattista Valli, Gucci, Hakaan, Hugo by Hugo Boss, Iceberg, J.Mendel, Jason Wu, Jean Paul Gaultier, John Galliano, Kanye West, Louis Vuitton, Marc by Marc Jacobs, Marc Jacobs, Marchesa, Michael Kors, Missoni, Moschino, Mugler, Nina Ricci, Oscar De La Renta, Paco Rabanne, Prabal Gurung, Proenza Schouler, Ralph Lauren, Rodarte, Tommy Hilfiger, Tory Burch, Valentino, Versace и других. С 2012 года приглашается на итоговый показ компании «Victoria’s Secret»
Воспитывает сына Райли (род. 8 декабря 2009).